# 킷캣
킷캣(영어: Kit Kat)은 스위스의 네슬레사의 초콜릿 브랜드이다. 1935년에 영국의 로운트리사에서 초콜릿으로 코팅된 와플 비스킷으로 개발하였고, 이후, 1988년에 네슬레사가 지적재산권을 사들여 현재는 네슬레가 소유하고 있다. 미국에서는 허쉬사가 라이센스를 사들여 대신 판매하고 있다.

## 사진

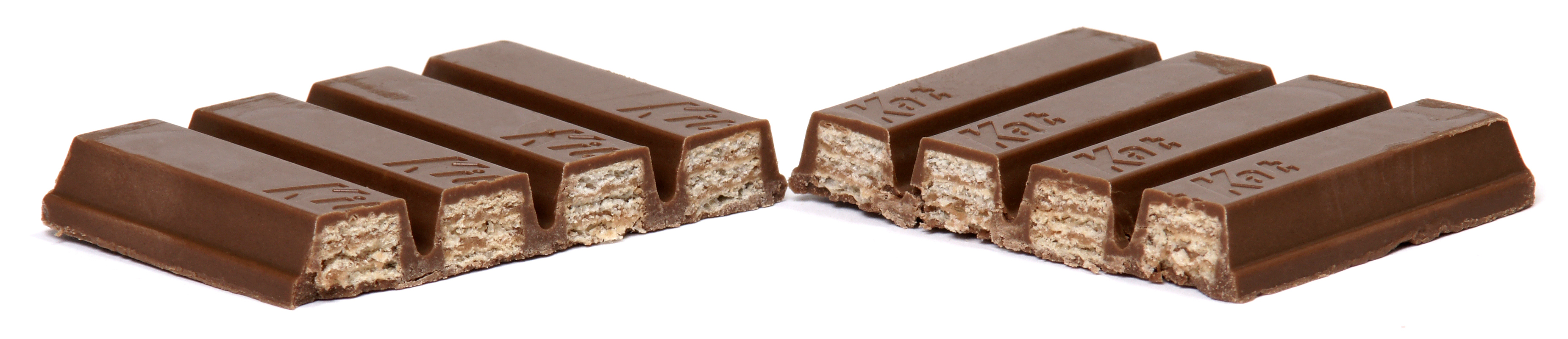
킷캣을 반으로 자른 모양.
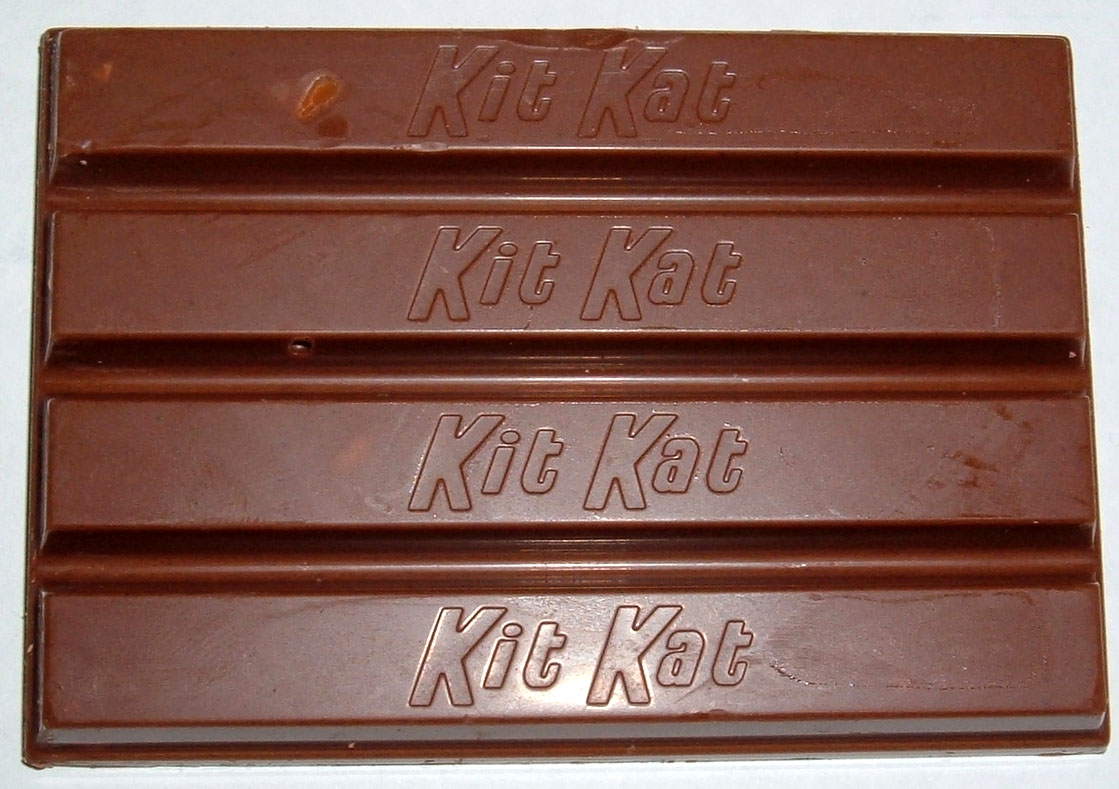
미국의 킷캣
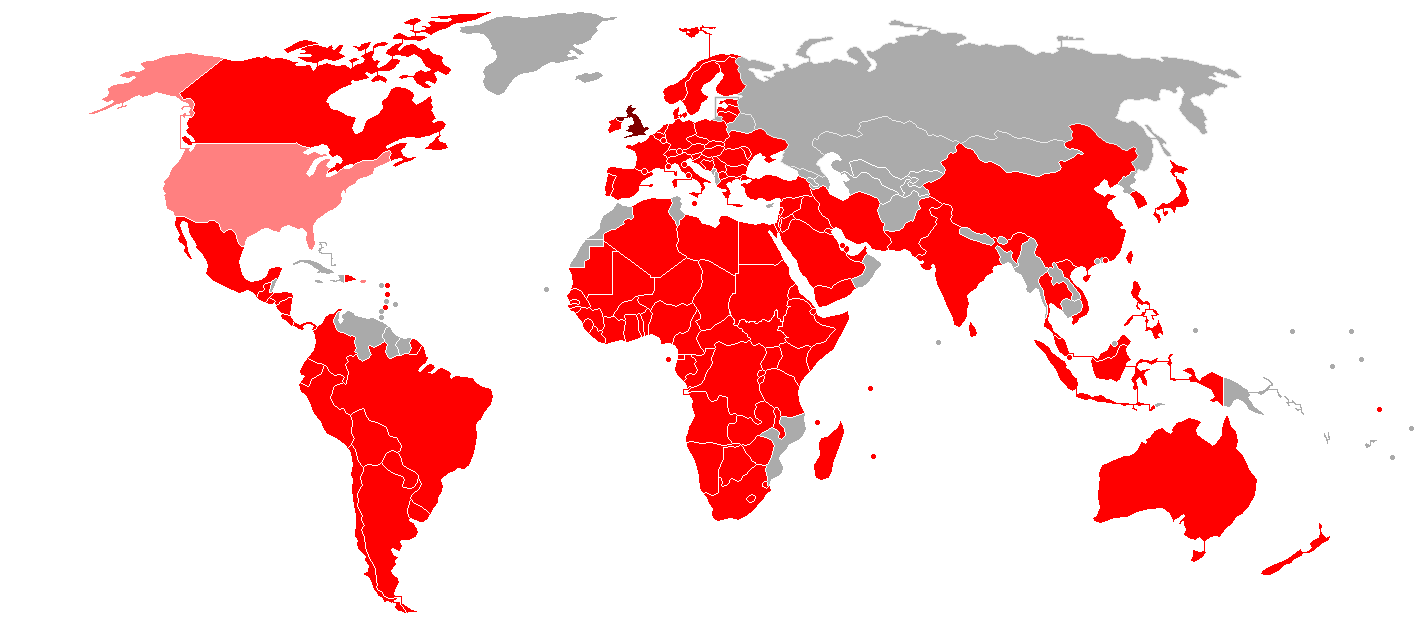
킷캣 제품이 진출한 국가 지도(2016년 7월 2일)

## 같이 보기
- 초콜릿
- 크래커
- 밀크 초콜릿
- 다크 초콜릿